# Кошванець Олексій Анатолійович
Олексій Анатолійович Кошванець (нар. 4 вересня 1961, Одеса, Україна) — скрипаль і музичний педагог. Заслужений артист Росії.
Отримав середню музичну освіту в Харкові, пізніше в 1978—1980 рр. навчався в Музичному училищі при Московській консерваторії у Б. В. Біленького, потім у його ж класі закінчив у 1985 році Московську консерваторію, в 1985—1988 рр. навчався там же в аспірантурі у Валерія Климова. 
У 1984 виграв Міжнародний конкурс імені Йоганна Себастьяна Баха в Лейпцигу (Німеччина), в 1988 — Міжнародний конкурс імені Карла Нільсена в Оденсе (Данія), в 1995 — Міжнародний конкурс імені Вінченцо Белліні в Кальтаніссетті (Італія).
З 1988 викладає в Московській консерваторії. З 2009 завідує кафедрою скрипки і альта в Російській академії музики, проректор з концертної та творчої роботи.